# سالي بورغس
سالي بورغس (بالإنجليزية: Sally Burgess)‏ هي معلمة موسيقى ومغنية ومغنية أوبرا بريطانية، ولدت في 9 أكتوبر 1953 في ديربان في جنوب أفريقيا.

## وصلات خارجية
- سالي بورغس على موقع ميوزك برينز (الإنجليزية)
- سالي بورغس على موقع أول ميوزيك (الإنجليزية)
- سالي بورغس على موقع ديسكوغز (الإنجليزية)